# Bubuska Valença
Ivo Rangel Neto (Recife, 20 de maio de 1953) conhecido por Bubuska Valença ou Deus Vagabundo, é um cantor, instrumentista violonista, compositor e ator brasileiro.
É autor de diversas composições gravadas por artistas reconhecidos na Música Popular Brasileira .

## Biografia

### Infância
Nascido em uma família de artistas, da união do poeta Luciano Pontual Rangel do Rego Barros com a escritora Maria da Paz Valença Rangel (conhecida como Pazita Valença), a sede de experimentar o levou a aprender a tocar violão muito jovem.
Bubuska cursou na Escola de Pesca de Tamandaré (Pernambuco) – sendo habilitado em arrais amador e posteriomente em capitão.

### Composições e Festivais
Posteriormente compôs canções gravadas por vários intérpretes da Música Popular Brasileira e participou de vários festivais.
Em 1978, recebeu o prêmio de Melhor Intérprete e Melhor Letra no Festival da rede Tupi, realizado na cidade do Recife; sendo gravadas as duas faixas no LP Primeira Cantoria da Músicas Nordestinas, que continha as melhores músicas apresentadas no Festival Regional organizado pela emissora Globo Nordeste, onde classificou-se nas primeiras colocações com as composições Sertão, Pedra, Pau e Poeira e Se Oriente, moço, esta última em parceria com a mãe Pazita Valença.
Foi ao Rio de Janeiro participar de dois programas musicais da Rede Globo, chamados Sexta Super e Brasil Pandeiro, quando surgiu o convite das gravadoras RCA e WEA, recusados por ele, em virtude de muitos artistas nordestinos gravarem nessas gravadoras e não haver propulsão em suas carreiras, aguardando trabalhos a longo prazo.
No período de 1978 a 1979 fez o curso de teatro no Liceu de Artes e Ofícios no Recife, com o professor Luís Carvalheira. Trabalhou como ator no cinema e no teatro. No período de 1979 a 1984, atuou no espetáculo popular Paixão de Cristo de Nova Jerusalém.
No Primeiro Festival da Música Popular do Nordeste alcançou o terceiro lugar com a música Perdido que nem Cego no Meio do Tiroteio, e ganhou o prêmio de Melhor Intérprete do Ano. Participou de vários outros festivais, entre eles o festival É Hora de Cantar, da Rede Tupi, em 1979, ganhando na categoria de melhor letra, com a canção Tô querendo Tá, que lhe rendeu contrato com a Polygram em 1980. No mesmo ano a cantora Maricenne Costa gravou Quantas e Quantos, composta em parceria com Antônio Adolfo, e a cantora Fafá de Belém gravou Cabresto e Baque do Coração, ambas com parceria de Vevé Calazans. Depois participou do MPB Shell, da Rede Globo, no Rio de Janeiro, em 1980 e 1981.
Em 1980, lançou o disco “Um Deus Vagabundo”, um álbum autoral, pelo selo Polydor.
Em 1983, Jessé gravou Rosas de Maio. No ano seguinte Tânia Alves gravou Cadê Nós, e seu primo Alceu Valença gravou A menina dos meus olhos.
Para o primeiro Rock in Rio em 1985, realizado no Rio de Janeiro, construiu um boneco gigante, articulado e sonorizado, para divulgar sua música, que apelidou de Bubuskão. No mesmo ano, com a cantora Baby Consuelo gravou Desejo Colorido e Alceu Valença, em 1986, gravou Mar de amor menina.
Sempre dedicou-se a fazer trilhas sonoras e jingles, com toque de inovação e independência.

### Trio elétrico
Apresentou-se no trio elétrico Asas da América de 1983 a 1991, que durante anos foi seu palco, juntamente com os primos Marcos e Marcelo Valença, transformando o frevo em destaque no carnaval pernambucano e levando-o para eventos espalhados no Brasil.
A experiência adquirida nos trios elétricos despertou a necessidade de algo mais ágil, uma estrutura mais enxuta que continuasse possibilitando a exposição de seu trabalho musical. Então, criou a Rádio Buska, um mini trio elétrico em um automóvel buggy, modelo Baja Californiano, onde desenvolveu um espaço para o palco, os equipamentos de som, um reboque para abrigar o gerador de energia acompanhado da cabeça do Bubuskão. Posteriormente, com o disco recém lançado Camelô e a realização da Copa do Mundo de Futebol na Itália (1990), partiu para a Europa.
Após a Copa, após tocar em um passeio de gôndola, Bubuska deciciu construir um barco musical, que viria a se transformar no primeiro trio elétrico aquático. De volta ao Recife iniciou a construção do Águas da Boa Viagem - uma cópia de caravela, em madeira, projetada para ser um palco flutuante -  concluída em 1993.
No barco-trio ocorreram também outros tipos de eventos, como o Curta no Capibaribe (festival de cinema no rio Capibaribe); Bloco Aquático Galinha D’Água (carnaval no rio Capibaribe durante o Galo da Madrugada); Viva sua Praia (informação e música nas praias).

### Cordas com percussão
Paralelo a isso, desde 1995, desenvolvendo um trabalho de pesquisa sonora e composição musical, com o objetivo de incrementar o som produzido no violão acústico, Bubuska cria um tamborete em forma de pirâmide, construído em madeira, com dois pedais e uma engrenagem que lhe permite o toque com os pés em vários objetos percussivos simultaneamente - nomeado de tamburetom. Após experiências, adicionou elementos de percussão ao violão feitos com material reciclado: fichas de pandeiro, esteira de caixa e paletas.
Com canções criadas a partir desee novo instrumento, gravou o CD Boa Viagem; são letras alegres com uma batida cheia de swing misturando ritmos brasileiros, que expõem toda sua criatividade musical. 
Para apresentações fora de sua cidade natal e mantendo o propósito de atuar em seu próprio palco, construiu uma embarcação maior em 2011, o Águas do Brasil.
Em novembro de 1994, nasceu sua filha Carolina Emerick da Silva Rangel, que foi voleibolista na categoria infanto-juvenil em 2010, e juvenil em 2011 da seleção pernambucana. Auxiliada por sua esposa araraquarense Fernanda Emerick, ex-voleibolista e capitã da Seleção Brasileira de Voleibol Feminino da década de 1980 (medalha de bronze nos Jogos Pan-Americanos de 1979 e disputou os Jogos Olímpicos de Moscou e Los Angeles).[carece de fontes?]

## Discografia
A lista de discos produzidos por Bubuska:
- Deus Vagabundo – 1980 – Polygram
- Bubuska – capa da gilete – 1982 – Polygram
- Desejo Colorido – 1984 – Nova República / Polygram
- Coletânea Forró Brasil – canta “Tô querendo é tu” - 1986 – Warner Music / Continental
- CD Galo da Madrugada - canta “Fogo do Galo” –  1989 - Seleto Music
- Camelô – 1989 - Polydisc
- CD “Recife Frevoé”  – canta “O Recife é a cara do seu Carnaval” -  1999 – Polydisc
- CD Vitória sempre carnaval – canta “Exaltação à Girafa” /  canta “Coelho Folião” / canta “Um casal Espacial” / canta “E.T. no frevo" – 1999 – Vitória de Santo Antão
- CD IV Recife frevoé – canta “Fala por mim saudade” – 2000 – Polydisc
- CD Um Bloco em Poesia – canta “Portal da Alegria” – 2000 – Beto do Bandolim - indep.
- CD O Pinto da Madrugada – canta “Piu it” – 2001 - Asinhas da América – indep.
- CD e Site – Musica de Pernambuco – canta “Boa Viagem” – 2006 - Fundarpe
- CD Boa Viagem – 2006 - LDD
- CD Pernambucaneando – canta “Fogão” – 2007 - Bráulio de Castro – indep.

## Festivais
- 1º Festival de Rock do Clube Náutico Capibaribe (“Juliwood”) – Recife – 1977
- Festival da Música Popular Brasileira no Nordeste – Ginásio do Geraldão - Recife – 1978
- 1ª Cantoria da Música Nordestina - Teatro do Parque – Recife – 1978
- Festival da Música Popular Brasileira - TV Tupi – São Paulo - 1979
- MPB Shell 1980 - Rede Globo – Rio de Janeiro
- MPB Shell 1981 – Rede Globo – Rio de Janeiro
- Festival Abril Pro Rock – Centro de Convenções - Recife – 2002
- Festival de Inverno de Garanhuns - Garanhuns (PE) – 2002

## Prêmios
- Melhor letra  - “Perdido que nem cego no meio do tiroteio” – Festival da Música Popular Brasileira no Nordeste – 1978
- Melhor intérprete - Festival da Música Popular Brasileira no Nordeste – 1978
- 1º Lugar - ”Sertão Pedra Pau e Poeira”- 1ª Cantoria da Musica Nordestina - 1978
- 2º Lugar - “Se oriente moço“ - 1ª Cantoria da Musica Nordestina - 1978

## Carnaval
- Carnaval de Pernambuco – com o Trio Elétrico Asas da América – de 1986 a 1992
- Carnaval de João Pessoa - PB – Praia do Jacaré - 1993 - Bubuska e banda no palco da caravela “Águas da Boa Viagem”

- “Coroão”- Carnaval Aquático na Coroa do Avião - Praia de Maria Farinha – PE - 1994 - Bubuska e banda no palco da caravela “Águas da Boa Viagem”
- Carnaval de Olinda - Praia do Carmo - 1994 - Bubuska e banda no palco da caravela “Águas da Boa Viagem”
- Carnaquático - Carnaval no rio Capibaribe – Recife - 1995 - Bubuska e banda no palco da caravela “Águas da Boa Viagem”
- Carnaval de Recife - Bloco Aquático Galinha D'Água - rio Capibaribe entre as pontes da Boa Vista e Duarte Coelho - 1996 a 2010 - Bubuska no palco da caravela “Águas da Boa Viagem”
- Carnaval Multicultural – Apresentações  – 1999 / 2000 / 2001 / 2002 - Bubuska e Walmir Chagas – O Véio Mangaba

## Cinema
- Nosa, o Santeiro do Cariri - curta-metragem de Fernando Spencer - Produtora Center – Recife – 1978 – Fez a composição da trilha sonora
- É Mais Fácil um Boi Voar – curta-metragem de Marcílio Brandão – Recife – 2003 – Participação como ator
- O Rochedo e a Estrela – longa-metragem de Kátia Mesel – Recife – gravado em 2005  – Participação como ator  '

## Televisão
- A Ermida de Santelmo – especial produzido pela TV Globo Nordeste – 1996 – Participação como ator

## Invenções
- Bubuskão –  boneco gigante articulado e sonorizado - 1984
- Radio Buska – mini trio elétrico construído sobre um automóvel Buggy – 1988
- Águas da Boa Viagem – trio elétrico aquático – embarcação cópia de uma caravela do séc. XIV, construída com madeira, com  de comprimento, projetada para desempenhar a função de um palco flutuante – 1993
- Tamburetom – instrumento que lhe permite, com o toque dos pés, acionar vários elementos de percussão simultaneamente – 1995
- Águas do Brasil – 2º trio elétrico aquático – embarcação construída em fibra, projetada para desempenhar  a função de um palco flutuante e com autonomia para grandes navegações - 2011